# Lalu Muhammad Zohri
Lalu Muhammad Zohri (né le 1er juillet 2000 au kelurahan de West Pemenang, Lombok du Nord) est un athlète indonésien, spécialiste du sprint.

## Carrière
Venant d'un milieu pauvre, Lalu Muhammad Zohri vit avec sa famille dans une minuscule maison faite de bois et de bambou. Pour débuter l'athlétisme, il demande à sa sœur aînée un prêt d'argent. Il vit à Lombok du Nord jusque 2017 avec son frère et sa sœur, ses parents étant décédés.
Le 11 février 2018, il porte à Jakarta son record personnel sur 100 m à 10 s 25, record national junior. En juin, il remporte le titre sur 100 m lors des Championnats d'Asie juniors 2018 à Gifu.
Le 11 juillet 2018, en partant du 8e couloir, il devient le premier Indonésien à remporter un titre mondial en athlétisme en gagnant le 100 m lors des Championnats du monde juniors 2018, en battant à nouveau le record junior en 10 s 18, record qu'il avait porté en demi-finale à 10 s 24,.
Le 26 août 2018, il termine 7e de la finale du 100 m où il est le plus jeune des sprinteurs, lors des Jeux asiatiques de Jakarta en 10 s 20. En fin de compétition, il décroche la médaille d'argent du relais 4 x 100 m en 38 s 77, record national, derrière le Japon (38 s 16).
Lors des Championnats d’Asie 2019, le 22 avril, il bat dans la même journée à deux reprises le record national du 100 m, en 10 s 15, puis en 10 s 13, pour remporter la médaille d’argent, juste derrière Yoshihide Kiryū, 10 s 10, qui le coiffe sur le fil.
Le 19 mai 2019 à Osaka, il bat à nouveau le record national en 10 s 03, en étant devancé de justesse par Justin Gatlin et Yoshihide Kiryu (10 s 00 et 10.01) et battant Yūki Koike.

## Palmarès
| Date | Compétition                   | Lieu    | Résultat | Épreuve   | Temps   |
| ---- | ----------------------------- | ------- | -------- | --------- | ------- |
| 2018 | Championnats d'Asie juniors   | Gifu    | 1er      | 100 m     | 10 s 27 |
| 2018 | Championnats du monde juniors | Tampere | 1er      | 100 m     | 10 s 18 |
| 2018 | Jeux asiatiques               | Jakarta | 7e       | 100 m     | 10 s 20 |
| 2018 | Jeux asiatiques               | Jakarta | 2e       | 4 x 100 m | 38 s 77 |
| 2019 | Championnats d'Asie           | Doha    | 2e       | 100 m     | 10 s 13 |

## Records
| Épreuve | Temps                    | Lieu  | Date        |
| ------- | ------------------------ | ----- | ----------- |
| 100 m   | 10 s 03 (+ 1,7 m/s) (NR) | Osaka | 19 mai 2019 |